# Arrondissement Vendôme
Das Arrondissement Vendôme ist eine Verwaltungseinheit des französischen Départements Loir-et-Cher innerhalb der Region Centre-Val de Loire. Verwaltungssitz (Unterpräfektur) ist Vendôme.
Es besteht aus drei Wahlkreisen und 100 Gemeinden.

## Wahlkreise
Im Arrondissement liegen drei Wahlkreise (Kantone):
- Kanton Le Perche
- Kanton Montoire-sur-le-Loir
- Kanton Vendôme

## Gemeinden
Die Gemeinden des Arrondissements Vendôme sind:
| 1. Ambloy (41001)                        | 2. Areines (41003)                 | 3. Artins (41004)                | 4. Authon (41007)                     |
| 5. Azé (41010)                           | 6. Baillou (41012)                 | 7. Beauchêne (41014)             | 8. Bonneveau (41020)                  |
| 9. Bouffry (41022)                       | 10. Boursay (41024)                | 11. Brévainville (41026)         | 12. Busloup (41028)                   |
| 13. Cellé (41030)                        | 14. Chauvigny-du-Perche (41048)    | 15. Choue (41053)                | 16. Cormenon (41060)                  |
| 17. Couëtron-au-Perche (41248)           | 18. Coulommiers-la-Tour (41065)    | 19. Crucheray (41072)            | 20. Danzé (41073)                     |
| 21. Droué (41075)                        | 22. Épuisay (41078)                | 23. Faye (41081)                 | 24. Fontaine-les-Coteaux (41087)      |
| 25. Fontaine-Raoul (41088)               | 26. Fortan (41090)                 | 27. Fréteval (41095)             | 28. Gombergean (41098)                |
| 29. Houssay (41102)                      | 30. Huisseau-en-Beauce (41103)     | 31. La Chapelle-Enchérie (41037) | 32. La Chapelle-Vicomtesse (41041)    |
| 33. La Fontenelle (Loir-et-Cher) (41089) | 34. La Ville-aux-Clercs (41275)    | 35. Lancé (41107)                | 36. Lavardin (41113)                  |
| 37. Le Gault-du-Perche (41096)           | 38. Le Plessis-Dorin (41177)       | 39. Le Poislay (41179)           | 40. Le Temple (41254)                 |
| 41. Les Essarts (41079)                  | 42. Les Hayes (41100)              | 43. Les Roches-l’Évêque (41192)  | 44. Lignières (41115)                 |
| 45. Lisle (41116)                        | 46. Lunay (41120)                  | 47. Marcilly-en-Beauce (41124)   | 48. Mazangé (41131)                   |
| 49. Meslay (41138)                       | 50. Moisy (41141)                  | 51. Mondoubleau (41143)          | 52. Montoire-sur-le-Loir (41149)      |
| 53. Montrouveau (41153)                  | 54. Morée (41154)                  | 55. Naveil (41158)               | 56. Nourray (41163)                   |
| 57. Ouzouer-le-Doyen (41172)             | 58. Périgny (41174)                | 59. Pezou (41175)                | 60. Pray (41182)                      |
| 61. Prunay-Cassereau (41184)             | 62. Rahart (41186)                 | 63. Renay (41187)                | 64. Rocé (41190)                      |
| 65. Romilly (41193)                      | 66. Ruan-sur-Egvonne (41196)       | 67. Saint-Amand-Longpré (41199)  | 68. Saint-Arnoult (41201)             |
| 69. Sainte-Anne (41200)                  | 70. Saint-Firmin-des-Prés (41209)  | 71. Saint-Gourgon (41213)        | 72. Saint-Hilaire-la-Gravelle (41214) |
| 73. Saint-Jacques-des-Guérets (41215)    | 74. Saint-Jean-Froidmentel (41216) | 75. Saint-Marc-du-Cor (41224)    | 76. Saint-Martin-des-Bois (41225)     |
| 77. Saint-Ouen (41226)                   | 78. Saint-Rimay (41228)            | 79. Sargé-sur-Braye (41235)      | 80. Sasnières (41236)                 |
| 81. Savigny-sur-Braye (41238)            | 82. Selommes (41243)               | 83. Sougé (41250)                | 84. Ternay (41255)                    |
| 85. Thoré-la-Rochette (41259)            | 86. Tourailles (41261)             | 87. Troo (41265)                 | 88. Vallée-de-Ronsard (41070)         |
| 89. Vendôme (41269)                      | 90. Villavard (41274)              | 91. Villebout (41277)            | 92. Villechauve (41278)               |
| 93. Villedieu-le-Château (41279)         | 94. Villemardy (41283)             | 95. Villeporcher (41286)         | 96. Villerable (41287)                |
| 97. Villeromain (41290)                  | 98. Villetrun (41291)              | 99. Villiersfaux (41293)         | 100. Villiers-sur-Loir (41294)        |

## Neuordnung der Arrondissements 2017

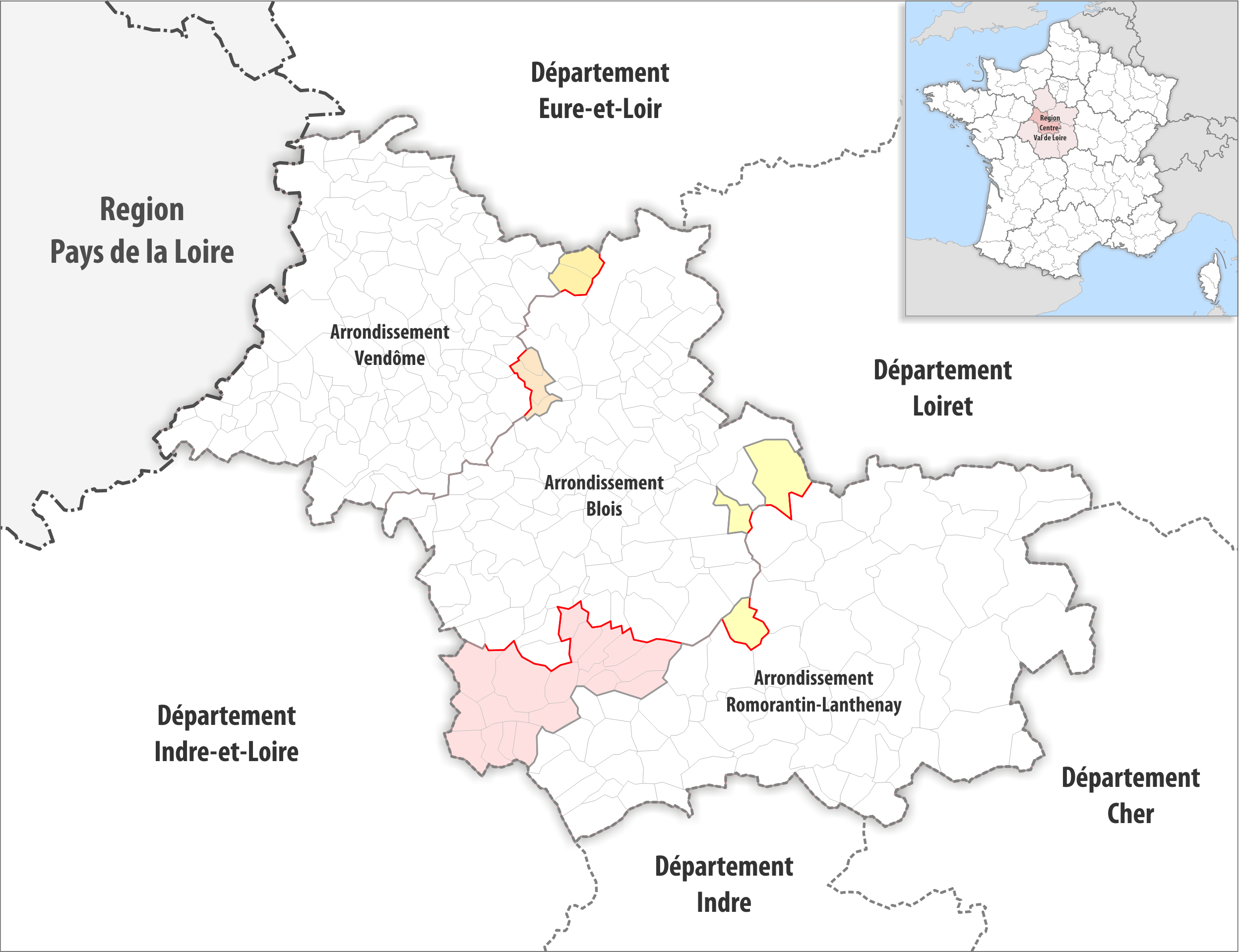
Arrondissementsanpassungen im Jahr 2017

Durch die Neuordnung der Arrondissements im Jahr 2017 wurde aus dem Arrondissement Vendôme die zwei Gemeinden Épiais und Rhodon sowie die Fläche der ehemaligen Gemeinde Sainte-Gemmes dem Arrondissement Blois zugewiesen.
Dafür wechselte aus dem Arrondissement Blois die zwei Gemeinden Moisy und Ouzouer-le-Doyen zum Arrondissement Vendôme.

## Ehemalige Gemeinden seit der landesweiten Neuordnung der Arrondissements
bis 2017: Arville, Oigny, Saint-Agil, Saint-Avit, Souday
bis 2018: Couture-sur-Loir, Tréhet